# Club Scherma Roma A.S.D.
Il Club Scherma Roma nacque nel 1961 dalla fusione di due prestigiose società di scherma romane: la Sala Pessina di Via Condotti, fondata dal Maestro Carlo Pessina, nella quale si allenavano Giuliano e Renzo Nostini; e la Società Sportiva Lazio -Sezione Scherma- dei Maestri Ugo Pignotti e Umberto Di Paola. Socio fondatore (e artefice della fusione delle due società) fu l’ingegner Renzo Nostini, Collare d’Oro al merito sportivo, che mise alla presidenza Sidney Romeo nella prima sede del Club presso l’impianto di Via Sannio.

## Storia
Sin dalla sua fondazione, il Club Scherma Roma s’identificò nel panorama schermistico per la capacità di formare atleti di valore assoluto, sia in ambito nazionale che internazionale, tanto da annoverare nell’albo d’oro svariati titoli italiani, mondiali e olimpici. Amore, Arpino, Cicconetti, De Santis, Nelli, Traversa sono soltanto una serie di schermitori creati nella fucina che ancora oggi è il Club Scherma Roma.
Il Club conta ormai circa 300 iscritti suddivisi nelle tre armi (fioretto, spada e sciabola) ed in tutte le categorie, dal vivaio agli atleti master. Dal 2006 è stata costituita anche una sezione di scherma in carrozzina di livello olimpico di cui fanno parte atleti come Marco Cima, Loredana Trigilia, Luca Tulli e, dal 2018, anche Beatrice Maria “Bebe” Vio.
Il Club Scherma Roma presenta credenziali del tutto straordinarie sia per essere tra le prime società italiane per numero di iscritti, sia per la serie infinita di successi ad altissimo livello che sottolineano la sua storia. I 33 scudetti conquistati in sessant’anni di storia sono la dimostrazione di come questa realtà ancora adesso sia una vera e propria casa della scherma.
Nel corso dei suoi cinquant'anni di storia si sono succeduti nella carica di Presidente: Sidney Romeo (1961-1975); Gaetano Argento (1976-1988); Marcello Baiocco (1988); Emanuele Emmanuele (1988-1992); Francesco Storace (1993-1998); Giammarco Schivo (1998-2000); Renzo Nostini (2000-2001); Mario Tonucci (2000-2011); Sergio Brusca (2011-2017); Francesco Gallavotti (2017-2017)
L'attuale Presidente del Club è Marco Di Martino.

## Attività
La sede del Club Scherma Roma ASD si trova all'interno del Centro sportivo Giulio Onesti nel complesso sportivo dell'Acqua Acetosa.
Oggi il Club, insignito delle onorificenze Stella d'Oro al Merito Sportivo e dello Scudo d'Onore, conta  numerosi iscritti suddivisi in tutte le diverse categorie olimpiche dalle prime lame agli assoluti ed è inoltre presente una sezione Master. 
Dal 2006 il Club ha anche costituito una sezione di scherma in carrozzina.